# Martin Olsson
Martin Tony Waikwa Olsson (født 17. maj 1988 i Gävle, Sverige) er en svensk fodboldspiller, der spiller som venstre back eller alternativt venstre kant hos den svenske Allsvenskan-klub Malmö FF. Han har tidligere spillet for blandt andet Swansea City, Norwich og Blackburn.
Olsson fik sin Premier League-debut den 30. december 2007 i et opgør mod Derby.

## Landshold
Olsson har (pr. april 2018) spillet 42 kampe og scoret fem mål for Sveriges A-landshold. Han debuterede den 29. maj 2010.

## Personlige liv
Olsson blev født i Gävle i Sverige. Han har en tvillingbror, Marcus, der spiller for Blackburn Rovers. De er født af en svensk far og en kenyansk mor. Hans svoger er Dallas Mavericks basketballspilleren Dirk Nowitzki, der er gift med Martin's søster Grethe Olsson.
Hans agent er den tidligere svenske landsholdsspiller Stefan Schwarz.